# Rada Bałtycka
Rada Bałtycka (ang. Baltic Assembly, est. Balti Assamblee, łot. Baltijas Asambleja, lit. Baltijos Asamblėja) – przymierze polityczne Estonii, Litwy i Łotwy zawarte w 1990 r., mające na celu koordynację polityki zagranicznej jego członków, zwłaszcza wobec Wspólnoty Niepodległych Państw.
Rada Bałtycka jest kontynuacją Ententy Bałtyckiej – przymierza zawartego w 1934 roku, które funkcjonowało do 1940 r, kiedy to państwa te zostały włączone do ZSRR. Później, na fali gorbaczowowskiej pieriestrojki, 13 maja 1989 w Tallinnie, na inauguracyjnej sesji przedstawicieli nadbałtyckich republik radzieckich zawiązane zostało Zgromadzenie Bałtyckie mające na celu wypracowanie wspólnej strategii działań w kierunku zwiększenia autonomii tych republik i zacieśnienia ich współpracy gospodarczej.

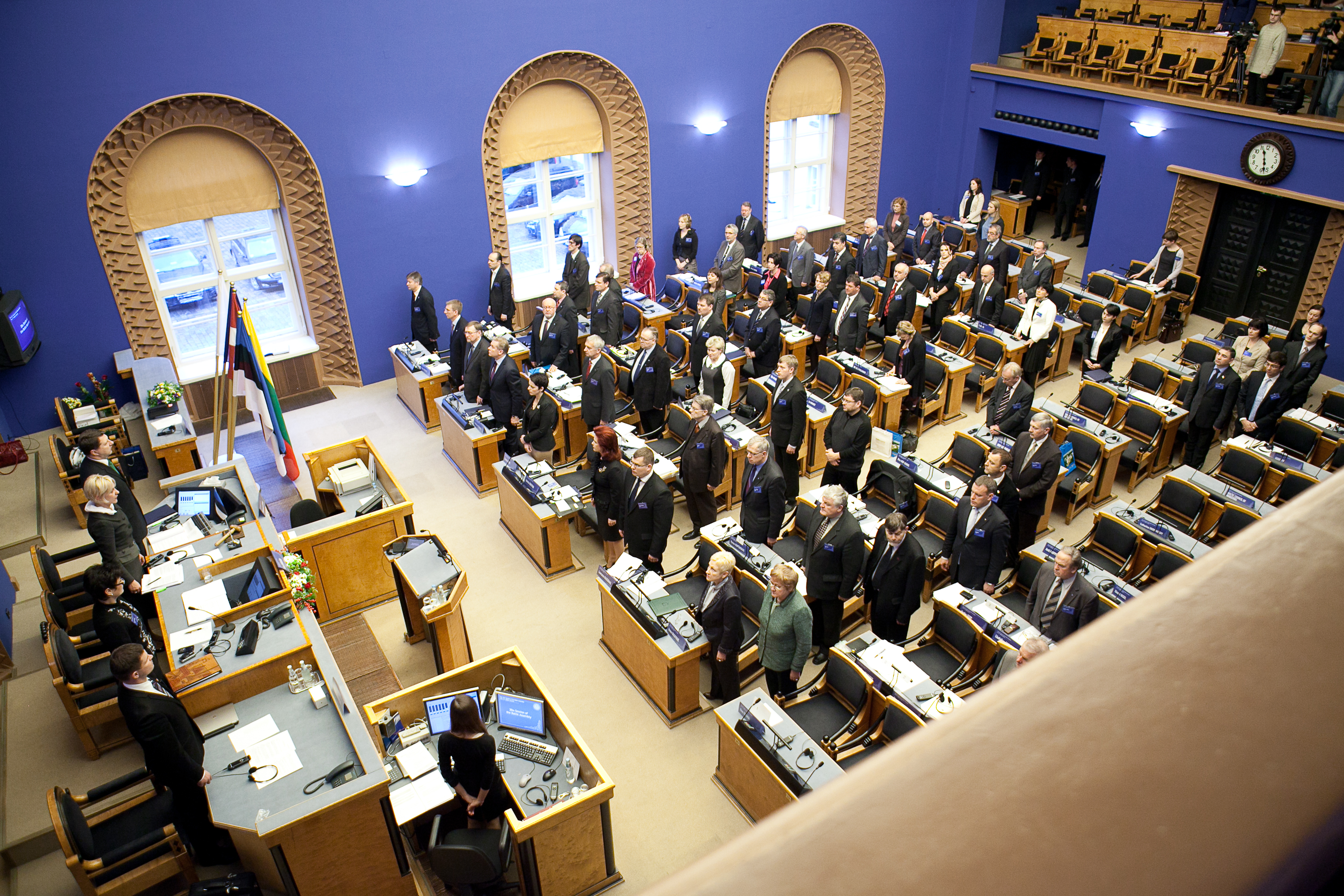
Sesja Rady Bałtyckiej w Tallinie w sali Riigikogu (2011)